# 木津の磨崖仏

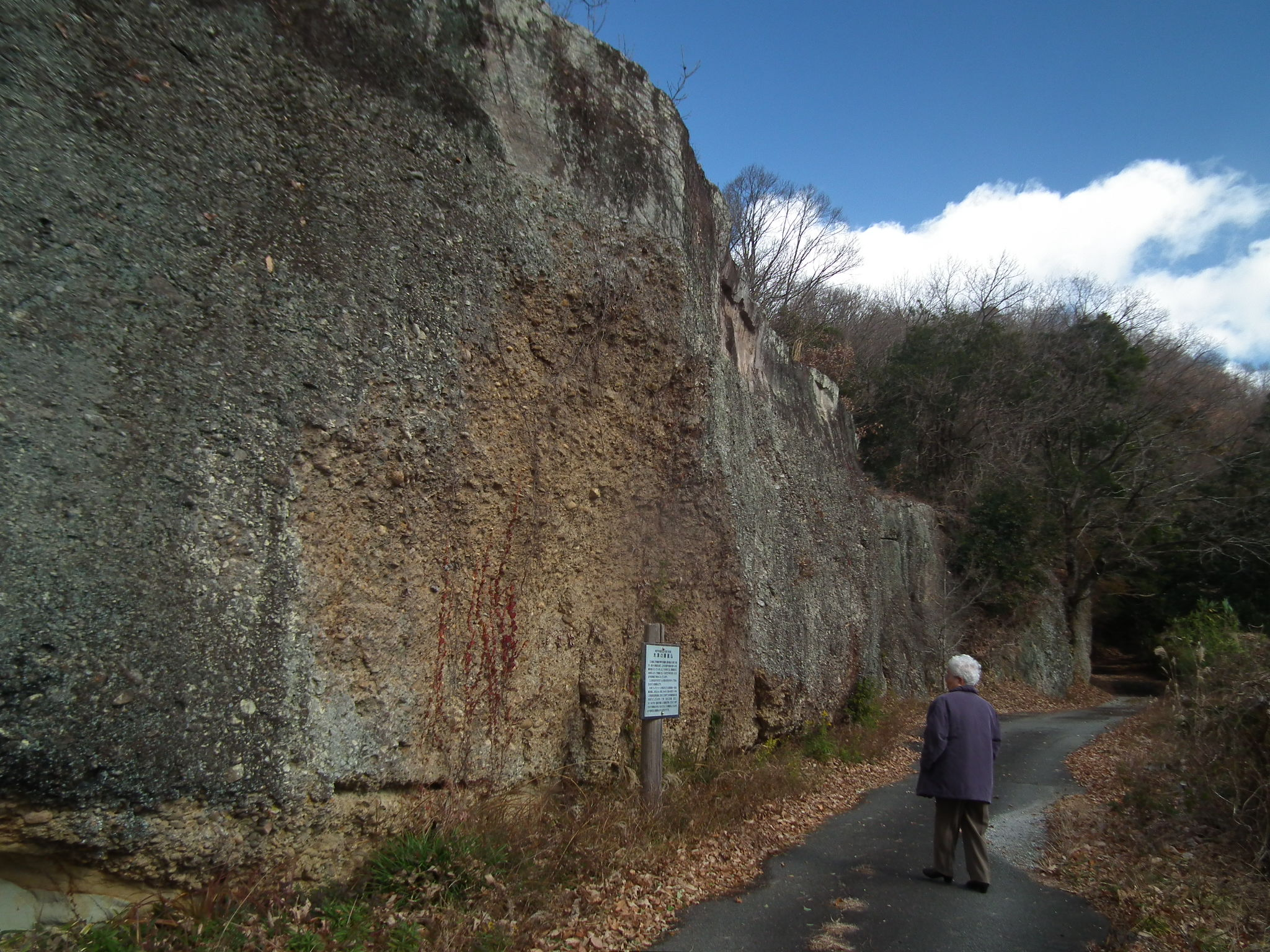
高さ5.63m、長さ100mの礫岩質（上方は細粒の砂岩層）の岩盤上方に彫られている。明治時代までは、旅人をこの岩盤の上で見送るという習慣があった。

木津の磨崖仏（きづのまがいぶつ）は、神戸市西区押部谷町木津に現存する阿弥陀如来坐像と六体地蔵の磨崖仏。1999年（平成11年）2月24日に神戸市指定記念物（史跡）に指定されている。

## 概要

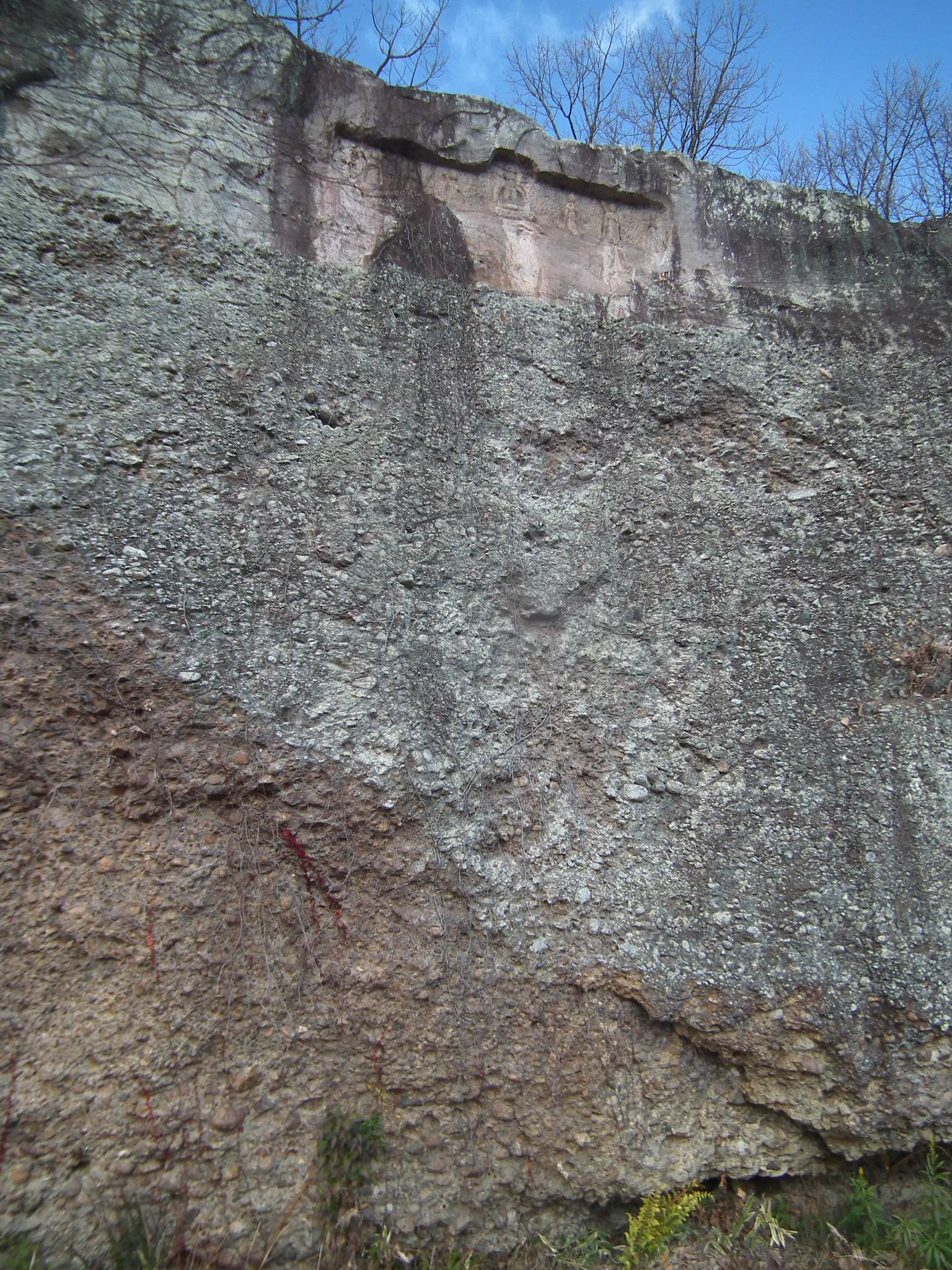
木津磨崖仏全体像

高さ5.63m、長さ100mの礫岩質（上方は細粒の砂岩層）の岩盤上方に高さ32cm、幅220cmにわたり彫りくぼめ中央に阿弥陀如来坐像（像高 約42cm）、および左右に3体ずつの六地蔵（像高25.2cm～28.5cm）が陽刻にて配置されている。室町中期にあたる1467年（文正2年）の作で、像容は形式化している。石大工の名は「兵衛」。阿弥陀如来坐像の顔面から肩にかけてと、右端の地蔵顔面に剥離が見られるほかはほぼ完全な形で現存する。兵庫県内に現存する中世の磨崖仏は約40ヶ所であるが、銘が入ったものは12ヶ所であり、石大工の名が彫られている例は希少。

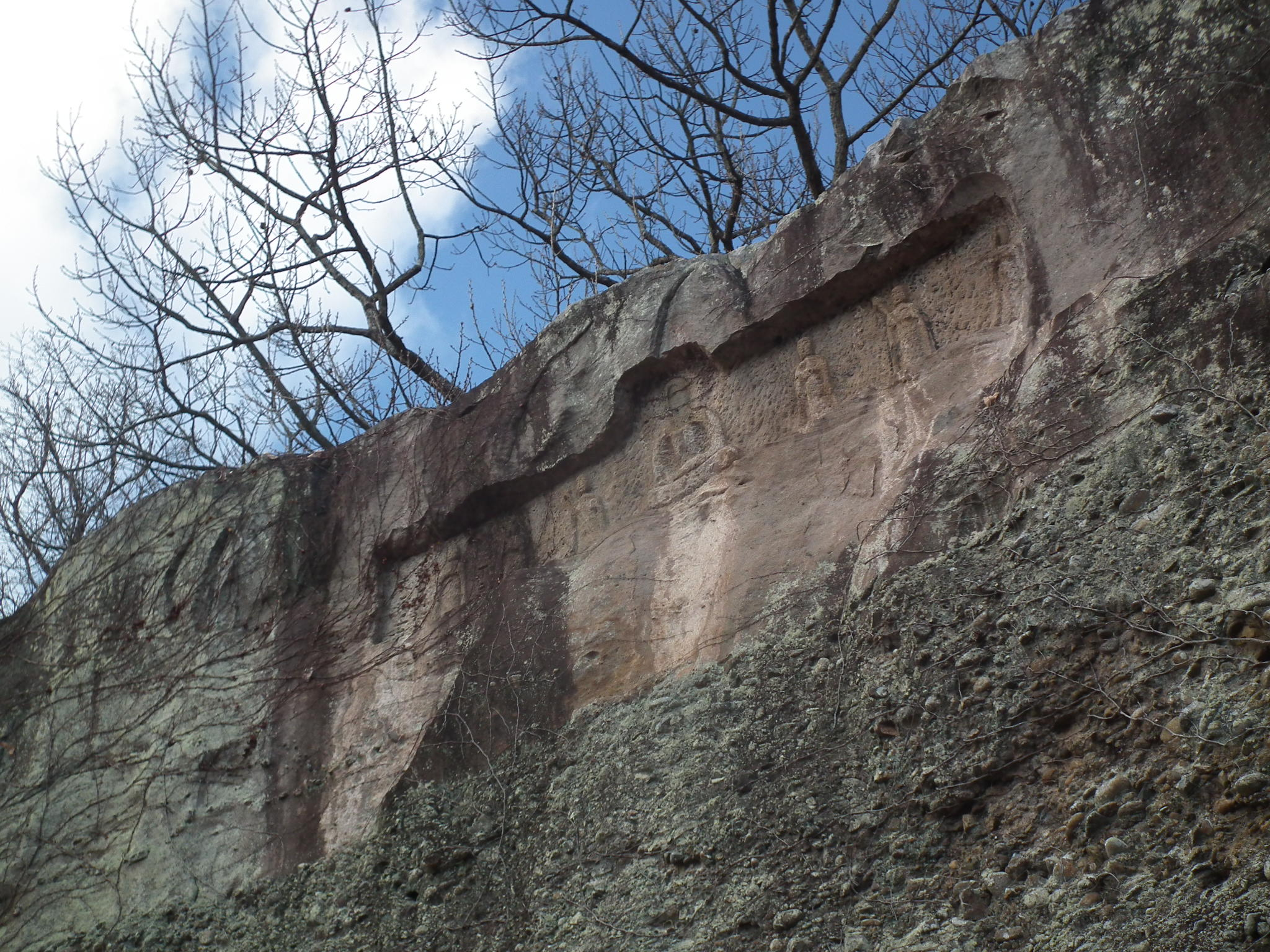
中央に阿弥陀如来坐像（像高 約42cm）、および左右に3体ずつの六地蔵（像高25.2cm～28.5cm）が陽刻にて配置されている。

磨崖仏前の道は、平清盛が神戸に遷都した1168年ころから主要街道として栄えた。摂津、播磨の国境に近く岩盤の上、下ともに中世には交通の要所であったために、安全を祈願し制作されたものと推測されている。多くは東播磨より鵯越を経由して兵庫津へ至るものが多かったらしい。また、岩盤の上面は大きく平らな一枚岩であるために広場の様相を呈し、木津の集落では、伊勢講の伊勢参りのおりには、旅人をこの岩盤の上で見送るという習慣が明治時代まで続き、これを「サカムカエ」と呼んでいたという。しかしながら、現在では自動車も通行できないことから寂れ人通りはまれである。道を隔てすぐ向かいの川は堰き止められ、川池と呼ばれる池を形成しているが、水を張る時期は少なく常に乾いた底を見せている。

## 所在地
- 神戸市西区押部谷町木津
- 地図Google map

## 交通アクセス
- 鉄道:神戸電鉄粟生線の木津駅から東（藍那側）に徒歩10分。川池が目印。

## 参考サイト
- 神戸市公式HP （市指定記念物（史跡）押部谷木津 六地蔵磨崖仏）
- 石仏探訪「木津の磨崖仏」（神戸市西区）　ジーオインターネット放送局